# Aloysius Sudarso
Aloysius Sudarso S.C.I. (sinh 1945) là một Giám mục người Indonesia của Giáo hội Công giáo Rôma. Ông hiện là Tổng giám mục chính tòa Tổng giáo phận Palembang. Trước khi lên làm Tổng giám mục chính tòa, ông cũng từng là Giám mục phụ tá và Giám mục chính tòa của Giáo phận Palembang, trước khi giáo phận này được thăng lên Tổng giáo phận.

## Tiểu sử
Tổng giám mục Aloysius Sudarso sinh ngày 12 tháng 12 năm 1945 tại Yogyakarta, thuộc Indonesia. Sau quá trình tu học dài hạn tại các chủng viện theo quy định của Giáo luật, ngày 14 tháng 12 năm 1972, Phó tế Sudarso, 27 tuổi, tiến đến việc được truyền chức linh mục. Tân linh mục là thành viên dòng Congregation of the Priests of the Sacred Heart [viết tắt là S.C.I.].
Sau hơn 20 năm thực hiện các công việc mục vụ trên cương vị là một linh mục, ngày 17 tháng 11 năm 1993, tin tức từ Tòa Thánh loan báo việc Giáo hoàng đã tuyển lựa linh mục Aloysius Sudarso, 48 tuổi, gia nhập vào hàng ngũ các giám mục bằng chức vị Giám mục Phụ tá Giáo phận Palembang, với danh hiệu Giám mục Hiệu tòa Bavagaliana. Các nghi thức tấn phong cho vị tân chức đã bị trì hoãn đến ngày 25 tháng 3 năm 1994 mới được tổ chức, với phần nghi thức chính yếu do 3 giáo sĩ cấp cao chủ sự. Chủ phong cho vị giám mục tân cử là Giám mục chính tòa Palembang Joseph Hubertus Soudant, S.C.I.. Hai vị khác trong vai trò phụ phong là Tổng giám mục Alfred Gonti Pius Datubara, O.F.M. Cap., Tổng giám mục Tổng giáo phận Medan và Giám mục Andreas Suwiyata Henrisoesanta, S.C.I.. Tân giám mục chọn cho mình châm ngôn:Tuus servus sum ego.
Hơn 3 năm sau ngày tấn phong vào vị trí Giám mục Phụ tá Palembang, ngày 20 tháng 5 năm 1997, tin từ Tòa Thánh cho biết Giáo hoàng đã quyết định chuyển Giám mục Sudarso lên làm Giám mục chính tòa Palembang. Sáu năm sau đó, ngày 1 tháng 7 năm 2003, Tòa Thánh nâng cấp Giáo phận Palembang lên thành Tổng giáo phận, đồng thời tái xác nhận Giám mục Sudarso là giám mục quản lý Tổng giáo phận này, với chức danh chính thức là Tổng giám mục chính tòa. Ngoài ra, trong thời gian làm Tổng giám mục Palembang, ông còn kiêm thêm nhiệm vụ Giám quản Tông Tòa Giáo phận Tanjungkarang từ ngày 6 tháng 7 năm 2012 đến ngày 10 tháng 10 năm 2013.